# Voyageur Classics
Voyageur Classics bzw. mit vollständigem englischen Reihentitel Voyageur Classics: Books That Explore Canada (etwa: Reiseklassiker: Bücher, die Kanada erforschen) ist eine kanadische englischsprachige Buchreihe spezieller neuer Versionen kanadischer Klassiker mit zusätzlichem Material und speziellen Einführungen namhafter Experten. Die Reihe erscheint in neuerer Zeit bei der Dundurn Press in Toronto. Sie umfasst bereits über 30 Bände. Die folgende Übersicht erhebt keinen Anspruch auf Aktualität oder Vollständigkeit:

## Bände
- 1 Selected Writings. A.J.M. Smith
- 2 The Blue Castle. L. M. Montgomery
  - deutsch: Das Schloss in den Wolken[2]
- 3 Canadian Exploration Literature: An Anthology. Germaine Warkentin[3][4][5]
  - 1600: Pierre Esprit Radisson travels to Lake Superior
  - 1690: Henry Kelsey carries the Governor’s pipe to the interior
  - 1729–1739: The Sieur de La Verendrye looks for the Western Sea
  - 1743: James Isham dispels the vapours by recording his observations
  - 1754–1755: Anthony Henday is permitted to enter the Blackfoot chief's camp
  - 1760–1776: Alexander Henry survives a native attack on Fort Michilimackinac, and later travels to the prairies
  - 1769–1791: Andrew Graham becomes a scholar of Bayside life
  - 1770–1772: Samuel Hearne journeys across the Barren Lands
  - 1772–1773: Matthew Cocking seeks trading partners inland
  - 1791–1792: Peter Fidler spends a winter with the Chipewyans
  - 1771–1782: Edward Umfreville considers 'The Present State of Hudson’s Bay'
  - 1775–1788: Peter Pond describes a trader's life in the Mackinac region
  - 1784–1812: David Thompson imagines the Great Plains
  - 1787–1788: Saukamapee describes life on the plains
  - 1800–1816: Daniel Harmon tries to make an Eden in the wilderness
  - 1789: 'Alexander Mackenzie, from Canada, by land'
  - 1792: Captain George Vancouver carries out an Imperial agenda
  - 1808: Simon Fraser descends a perilous river
  - 1819–1821: Captain John Franklin is bested by the Arctic
  - 1823: George Nelson encounters "the Dreamed"
  - 1830: Frances Simpson travels west
  - 1832: Governor George Simpson satirized fur trade personalities
  - 1840: Letitia Hargrave: the Factor's wife
  - 1857–1858: Professor Henry Youle Hind visits a civilization on the wane
  - 1857–1859: Captain John Palliser considers prairie settlement
- 4 Empire and Communications. Harold A. Innis
- 5 Maria Chapdelaine: A Tale of French Canada. Louis Hémon
- 6 The Letters and Journals of Simon Fraser, 1806–1808. Simon Fraser
- 7 In This Poem I Am: Selected Poetry of Robin Skelton. Robin Skelton
- 8 Mrs. Simcoe's Diary / The Diary of Mrs. John Graves Simcoe. Elizabeth Simcoe
- 9 The Donnellys: Sticks and Stones/The St. Nicholas Hotel/Handcuffs. James Reaney
- 10 The Firebrand: William Lyon Mackenzie and the Rebellion in Upper Canada. William Kilbourn
- 11 The Refugee: Narratives of Fugitive Slaves in Canada. Benjamin Drew
- 12 A Tangled Web. L. M. Montgomery
- 13 The Scalpel, the Sword: The Story of Doctor Norman Bethune, Ted Allan
  - deutsch: Arzt auf drei Kontinenten[6]
- 14 The yellow briar: a story of the Irish on the Canadian countryside. Patrick Slater
- 15 Storm Below. Hugh Garner
- 16 Combat Journal for Place d'Armes: A Personal Narrative. Scott Symons
- 17 Pilgrims of the Wild. Grey Owl
- 18 Self Condemned. Wyndham Lewis
- 19 The Silence on the Shore. Hugh Garner
- 20 The Men of the Last Frontier. Grey Owl
- 21 Selected Poetry and Prose. Robert Service
- 22 The Town Below. Roger Lemelin
- 23 Pauline Johnson: Selected Poetry and Prose. Pauline Johnson
- 24 The Kindred of the Wild. Charles G. D. Roberts
- 25 All Else Is Folly: A Tale of War and Passion. Peregrine Acland
- 26 In Flanders Fields. John McCrae
- 27  Ringing the Changes. Mazo De la Roche
- 28 The Regiment. Farley Mowat
- 29 God's Sparrows. Philip Child
- 30 Flying a Red Kite. Hugh Hood
- 31 The Deserter. Douglas LePan
- 32 The Voyageur Canadian Essays ... A.J.M. Smith
- 33 The Voyageur Classic Canadian ... Peregrine Acland
- 34 The Yoyageur Moderne Canadian ... Hugh Garner
- 35 The Voyageur Canadian History ... Kaye Lamb
- 36 The Yoyageur Canadian ... Grey Owl